# Xã Sherman, Quận Story, Iowa
Xã Sherman (tiếng Anh: Sherman Township) là một xã thuộc quận Story, tiểu bang Iowa, Hoa Kỳ. Năm 2010, dân số của xã này là 187 người.